# Holidays in the Sun (album)
Holidays in the Sun è il quinto album della cantante giapponese Yui, pubblicato il 14 luglio 2010 dalla gr8! Records. L'album è arrivato alla prima posizione della classifica Oricon degli album più venduti in Giappone.

## Tracce
1. To Mother (Hisashi Kondo) - 3:48
2. Again (Hisashi Kondo) - 4:14
3. Parade (Northa+) - 2:52
4. es.car (e.u.Band & Hisashi Kondo) - 3:19
5. Shake My Heart (Tsuyoshi Kinoe) - 3:37
6. Gloria (Hisashi Kondo) - 3:38
7. I do it (Northa+) - 3:47
8. Please Stay With Me (Hisashi Kondo) - 3:56
9. Summer Song (Northa+) - 3:26
10. Cinnamon (Northa+) - 2:56
11. Driving Happy Life (Northa+) - 3:43
12. It's all too much (Hisashi Kondo) - 4:14
13. Kiss Me (Northa+) - 4:07